# Sierra de San Cristóbal (Nuevo León)
La Sierra de San Cristóbal; también llamada “Cerro los Portales” y “Sierra Potreritos”, es una montaña en los municipios de Santiago y Santa Catarina, estado de Nuevo León, México; forma parte de la Sierra Madre Oriental y del Parque nacional Cumbres de Monterrey. La cima del está a 2,783 metros sobre el nivel del mar, la cresta principal tiene aproximadamente 22 kilómetros de longitud. El nombre se debe a una pequeña localidad llamada San Cristóbal, ubicada al pie de la sierra. La sierra tiene su origen en la edad Cenomaniense.
La sierra está rodeada por Cañón El Pajonal, Sierra Agua del Toro, Cañón de San Cristóbal, Cerro El Magueyal, Sierra Mauricio, Cañón El Gigante, Sierra San Juan Bautista, Cerro El Escorpión. Además, la sierra tiene varios picos, y en su extremo este se encuentra la cascada El Salto de Ciénega de González, donde se practica cañonismo.

## Clima
La temperatura media anual es 16 °C, el mes más caluroso es junio con temperatura promedio de 21 °C y el más frío es enero con 10 °C. La precipitación media anual es 911 milímetros, el mes más húmedo es septiembre con un promedio de 266 mm de precipitación y el más seco es enero con 25 mm de precipitación.